# Seget (Umag)
Seget is een plaats in de gemeente Umag in de Kroatische provincie Istrië. De plaats telt 190 inwoners (2001).